# 中川李枝子
中川李枝子（なかがわ りえこ、1935年9月29日—2024年10月14日）是日本兒童文學作家、作詞家。

## 生平
中川李枝子本名是大村李枝子，出生於北海道札幌市。四歲時，搬到東京的祖父家，在那裡度過了童年，直到小學三年級回到札幌市。第二次世界大戰結束後不久，他與父親搬到了福島市，並在高中二年級回到了東京。畢業於實踐女子學園高中、東京都立高等保母學院。
她在擔任保育員期間寫作，1962年憑藉《いやいやえん》榮獲厚生勞動大臣獎、產經兒童出版文化獎、野間兒童文學推薦作品獎、NHK兒童文學鼓勵獎。1980年《子犬のロクがやってきた》榮獲每日出版文化獎、2013年菊池寬獎等多項獎項。此後，他與妹妹、畫家山脅百合子合作，推出了大量作品。代表作有《ぐりとぐら》、《そらいろのたね》、《ももいろのきりん》等。她的散文集包括《書籍、兒童和圖畫書》。此外，作為作詞家，他為多首歌曲創作了歌詞，包括1988年動畫電影《龍貓》的片頭曲、《さんぽ》和《まいご》。
2024年10月14日中川李枝子因年老去世。

## 外部連結
- 中川李枝子 × 宮崎駿、『ぐりとぐら』を語る。 （页面存档备份，存于） - Casa BRUTUS